# Клайнлобминг
Клайнлобминг (нем. Kleinlobming) — коммуна (нем. Gemeinde) в Австрии, в федеральной земле Штирия. 
Входит в состав округа Книттельфельд.  Население составляет 715 человек (на 31 декабря 2005 года). Занимает площадь 47,12 км². Официальный код  —  6 09 06.

## Политическая ситуация
Бургомистр коммуны — Антон Райснер (АНП) по результатам выборов 2005 года.
Совет представителей коммуны (нем. Gemeinderat) состоит из 9 мест.
- АНП занимает 5 мест.
- СДПА занимает 2 места.
- независимые: 2 места.